# 紫州 (美国)
紫州（英語：Purple states），又称紫色美國，是一種關於美國的反預設立場政治術語，由於民主黨和共和黨候選人都得到了理性的支持且沒有任何一方的絕大多數支持，通常紫州也稱為「決戰場」，也就是搖擺州，然而這個詞彙更想透露出是政治家蒙蔽下不肯透露的理性區域以及打破政治對立的事實呈現。

## 起源
普林斯頓大學的羅伯特·范德貝（Robert Vanderbei）在2000年總統大選後繪製了第一張《紫色美國》地圖，他試圖通過由正藍和正紅之間的遮光著色每個以反映每個郡勝利的餘量。鑑於通常沒有壓倒性的勝利，該技術主要導致“遮影（中立選民）大於正色（忠實選民）”現象的出現。這張地圖在2004年大選前幾個月在《美國新聞與世界報導》上轉載且在經過2004年總統大選，其他人也提出了類似的地圖匯總結果。此後不久，“紫色美國”滲透到政治性部落格並進入公共詞典，以表明美國並不像人們認為的政治家所言的那樣分裂。密歇根大學學者開發的製圖提供了另一種描述選舉結果的方法，從紅色/藍色範式變為紫色陰影樣式。

2016年美國總統選舉中各郡的政黨色譜範圍(從民主黨藍色到共和黨紅色)。

## 原因
傳統定義上將美國州指定為紅州與藍州的做法是基於美國50個州中的48個州和哥倫比亞特區在美國總統選舉中採用的贏者全拿制投票，然而緬因州和內布拉斯加州的選舉法使這些州有可能分裂其選舉人票（兩州劃分為國會選區和全州範圍內的贏者全拿制）。
儘管普遍採用贏者全拿制的做法，但少數派始終會獲得相當大的選票，所以儘管民主黨和共和黨鼓勵紮根於意識形態陣營，但對這些候選人以及政黨都有不同的立場和前景，使這些州幾乎每個城鎮、城市和鄉村都是紫色的，並且鄰居、朋友和家人混在一起，他們每個人的政治偏好混合在一起，從而擴大了在選戰中為一方或另一方投票的規模，進而無法以單獨地和集體地還原為紅色(共和黨)或藍色(民主黨)。
然而紫色州、紅州與藍州這些術語容易導致人們將這種概略劃分先入為主的假定為明確的人口、政治及基本文化上之劃分；考慮到民主黨和共和黨的政黨性質和普遍看法，“紅州”意味著一個保守主義的州份或人民，而“藍州”則意味著一個自由主義的州份或人民，但是兩組州之間的區別不那麼簡單，如果將分析應用於較小的區劃，則各地區之間在政治、文化和人口方面的差異更為準確。
在小布希政府執政期間，紅藍地圖因批評其誇大了人們對小布希總統的支持。在2000年的選舉中，小布希在民眾投票中所佔的票數比艾爾·高爾（Al Gore）小，四年後小布希在這一點上擊敗約翰·凱瑞（John Kerry）的比例還不到兩個半百分點。但是由於美國中部和美國南部許多州的地理面積較大，彩色地圖似乎顯示出對小布希和共和黨人的巨大支持浪潮，而沿海地區和五大湖區附近的民主黨支持率卻偏低。實際上，許多投票支持布什的大平原和落基山脈區州份的人口相對較少（例如，內布拉斯加州的人口與曼哈頓島相似）。雖然藍州代表的地理區域相對較小，但人口眾多，這最終使小布希總統的國家支持率比紅色-藍色地圖似乎要小。提出了各種不同的地圖作為對此的校正方法，例如根據支持一個候選人或另一候選人的力量對州進行編碼，根據郡得出結果的地圖或根據人口數量顯示州的地圖以彌補感知上的缺陷。

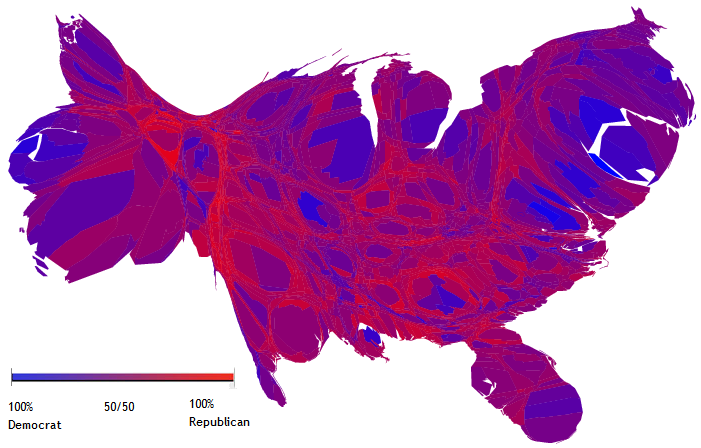
顯示美國每個郡城的大小與其人口成比例的比較統計地圖，因為其顏色反映了2004年美國總統選舉的結果

## 內涵
雖然此詞彙內涵與搖擺州（Swing state）看似相似，事實上紫色州是反對紅州與藍州這種經政治家蒙蔽而不肯透露出的理性區域以及欲打破政治對立的事實呈現，然而搖擺州是在紅州與藍州體制下傾向較不明顯者。因此紫色州是指美國是由普遍理性中立選民構成再由少數鐵票分子打破僵局；而搖擺州是指美國普遍對立在由少數理性中立選民打破僵局。
所以紫色州（紫色美國）與其說是選舉用語，反而更像是一種協調人民對立的反預設立場理論，並且期望調和因政治、民族、立場等鴻溝的美國民眾並縫和日趨分裂對立的美利堅。

## 實例
在50個州中，有47個州在2000年和2004年總統選舉中一致投票支持小布希總統或他的反對派民主黨。例外情況是新墨西哥州（高爾於2000年，小布希在2004年），愛荷華州（高爾於2000年，小布希在2004年）和新罕布什爾州（小布希在2000年和凱瑞在2004年）。2004年的選舉顯示，這三個州中有兩個州忠實於各自地區的總統偏好，造成了更大的地區分離；因此有人認為該州與2000年大選的分歧更大。這三個州在兩次選舉中都非常接近。2008年歐巴馬將愛荷華州和新罕布什爾州提高了9個百分點以上的得票率，新墨西哥州則提高了兩位數的得票率。